# 古雄街道
古雄街道是中华人民共和国江苏省南京市雨花台区下辖的一个街道办事处。面积11.29平方公里，户籍人口3.12万人，常住人口约6万人。下辖大方、古雄、柿子树、新林4个，街道办事处驻。2020年3月成立，原为板桥新城管辖。
古雄街道管辖范围东至江宁区行政区划边界，南至古雄社区和新建社区界沿绿洲机器厂北围墙至梅山街道上怡二村北边界，西至宁铜铁路边界，北至西善桥街道边界。

## 行政区划
古雄街道下辖以下村级行政区划单位：
大方社区、古雄社区、柿子树社区、新林社区、大方村、古雄村、柿子树村。